# Megaselia variegata
Megaselia variegata är en tvåvingeart som beskrevs av Schmitz 1937. Megaselia variegata ingår i släktet Megaselia och familjen puckelflugor. Inga underarter finns listade i Catalogue of Life.